# Adelozotypus novaecaledoniae
Adelozotypus novaecaledoniae is een keversoort uit de familie zwartlijven (Tenebrionidae). De wetenschappelijke naam van de soort is voor het eerst geldig gepubliceerd in 1982 door Zoltán Kaszab.